# Zatypota capicola
Zatypota capicola là một loài tò vò trong họ Ichneumonidae.